# Torneo Nacional de Balonmano Masculino de Argentina de 2017
El Torneo Nacional de Clubes de balonmano Masculino de Buenos Aires 2017 fue la XLII edición de la competición aunque antes ha ido cambiado de formas y nombres (Liga Nacional, Campeonato de Campeones, etc). El mismo reunió a los mejores equipos de Argentina y clasificó tanto al campeón como al subcampeón al Panamericano de Clubes a disputarse en el 2018.

## Plazas
Los 2 equipos resultantes 7.º y 8.º (alteúltimo y último) perderían la plaza correspondiente a su federación para darle lugar las federaciones del campeón y subcampeón del Torneo Nacional "B" para el año 2018. Sin embargo existen rumores de ampliar el torneo a 12 o 16 equipos lo cual "anularía" dichos descensos. Esto mismo se definiría en diciembre de 2017.

## Equipos Clasificados
Participaron del torneo 8 equipos según las plazas otorgadas por la CAH.
| Equipo             | Federación | Clasificación                                       |
| ------------------ | ---------- | --------------------------------------------------- |
| UNLu               | Fe.Me.Bal  | Campeón de Torneo Apertura 2016 y Clausura 2016     |
| SAG Ballester      | Fe.Me.Bal  | Suma de Puntos Torneo Apertura 2016 y Clausura 2016 |
| Ferro Carril Oeste | Fe.Me.Bal  | Suma de Puntos Torneo Apertura 2016 y Clausura 2016 |
| Pías               | F.C.H.     | Campeón de federación                               |
| Maipú              | A.Me.Bal.  | Campeón de federación                               |
| Cipolletti         | F.R.H.     | Campeón de federación                               |
| Nueva Generación   | F.Chu.Ba.  | Campeón de federación                               |
| Gimnasia           | F.M.H.     | Campeón de federación                               |

## Formato
Los 8 equipos clasificados se dividieron en 2 grupos de 4. Cada grupo se disputó con un sistema de liguilla de todos contra todos. Los 2 primeros de cada grupo clasificaron al Final Four y los 2 últimos a la Copa Presidente. Para determinar las primeras 4 posiciones se armó una llave de 4 equipos a eliminación directa aunque también con disputa de los perdedores por el tercer puesto. En cambio, para definir del 5.º al 8.º se armó un grupo de 4 con disputa de todos contra todos.

## Fase de grupos
| Desempates |
| --- |
| En la fase de grupos los equipos se posicionan en relación con los puntos conseguidos (2 puntos por ganar, 1 punto por empatar, y 0 puntos por perder un partido). Luego de completada la fase de grupos, si dos o más equipos resultan empatados en puntos desempataran respetando el siguiente orden de factores: 1. Sistema Olímpico (partidos entre equipos involucrados); 2. Diferencia de gol total; 3. Goles a favor totales; Si se determina la clasificación de uno de estos equipos, los criterios anteriores se siguen consecutivamente hasta que se determina la clasificación de todos los equipos involucrados. Si no se puede determinar una clasificación, la CAH deberá obtener una decisión mediante un sorteo. |

### Zona A / Copa Córdoba
El grupo de la Zona A se disputó en la ciudad de Córdoba del 18 al 20 de agosto de 2017.
| Equipo           | J | G | E | P | GF  | GC | DG  | PTS |
| ---------------- | - | - | - | - | --- | -- | --- | --- |
| UNLu             | 3 | 3 | 0 | 0 | 108 | 75 | +33 | 6   |
| Pías             | 3 | 1 | 0 | 2 | 71  | 78 | -7  | 2   |
| Maipú            | 3 | 1 | 0 | 2 | 80  | 90 | -10 | 2   |
| Nueva Generación | 3 | 1 | 0 | 2 | 78  | 94 | -16 | 2   |

     - Campeón Copa Córdoba y clasificado al Final Four      - Clasificado al Final Four      - Clasificados a la Copa Presidente.

#### Partidos

##### Fecha 1
| Fase de Grupos del Torneo Nacional de Balonmano Masculino de Argentina de 2017 Zona A; 18 de agosto de 2017 | Maipú              | 35 - 26             | Nueva Generación     | Club Atlético Barrio Parque, Córdoba      |                                           |
| 19:30 | x4 x8 · Valente 11 | ( 21 - 13 ) Reporte | x3 x9 x1 · Márquez 8 | Árbitro(s): Diep, Joaquín Marcos, Gustavo | Árbitro(s): Diep, Joaquín Marcos, Gustavo |

| Fase de Grupos del Torneo Nacional de Balonmano Masculino de Argentina de 2017 Zona A; 18 de agosto de 2017 | Pías                     | 25 - 31             | UNLu                                 | Club Atlético Barrio Parque, Córdoba               |                                                    |
| 21:30 | x2 x2 x1 · Buffa, Ruíz 5 | ( 11 - 15 ) Reporte | x1 x4 x1 · Pizarro, Fernández J.P. 5 | Árbitro(s): López Grillo, Julián, Lenci, Sebastián | Árbitro(s): López Grillo, Julián, Lenci, Sebastián |

##### Fecha 2
| Fase de Grupos del Torneo Nacional de Balonmano Masculino de Argentina de 2017 Zona A; 19 de agosto de 2017 | UNLu                                 | 39 - 26             | Nueva Generación  | Club Atlético Barrio Parque, Córdoba      |                                           |
| 15:00 | x2 x2 · Pizarro, Ricobelli, Farías 5 | ( 21 - 12 ) Reporte | x2 x4 · Márquez 6 | Árbitro(s): Diep, Joaquín Marcos, Gustavo | Árbitro(s): Diep, Joaquín Marcos, Gustavo |

| Fase de Grupos del Torneo Nacional de Balonmano Masculino de Argentina de 2017 Zona A; 19 de agosto de 2017 | Pías              | 26 - 21             | Maipú           | Club Atlético Barrio Parque, Córdoba               |                                                    |
| 17:00 | x1 x4 · Llabres 5 | ( 12 - 11 ) Reporte | x2 x4 · Faraz 6 | Árbitro(s): López Grillo, Julián, Lenci, Sebastián | Árbitro(s): López Grillo, Julián, Lenci, Sebastián |

##### Fecha 3
| Fase de Grupos del Torneo Nacional de Balonmano Masculino de Argentina de 2017 Zona A; 20 de agosto de 2017 | UNLu                | 38 - 24            | Maipú            | Club Atlético Barrio Parque, Córdoba      |                                           |
| 15:00 | x2 x5 · Martínez 11 | ( 17 - 9 ) Reporte | x2 x5 · Cuello 5 | Árbitro(s): Diep, Joaquín Marcos, Gustavo | Árbitro(s): Diep, Joaquín Marcos, Gustavo |

| Fase de Grupos del Torneo Nacional de Balonmano Masculino de Argentina de 2017 Zona A; 20 de agosto de 2017 | Pías               | 20 - 26           | Nueva Generación | Club Atlético Barrio Parque, Córdoba               |                                                    |
| 17:00 | x3 x5 x1 · Buffa 5 | ( 8 - 8 ) Reporte | x3 x7 · Toledo 6 | Árbitro(s): López Grillo, Julián, Lenci, Sebastián | Árbitro(s): López Grillo, Julián, Lenci, Sebastián |

#### Discusión sobre desempate y clasificación a Final Four
Se generó un triple empate por el segundo lugar del grupo descartando a UNLu quien se coronó con el primer puesto. Según el reglamento se aplica el Sistema Olímpico como primer instrumento para determinar la posición final de los equipos empatados. Si siguieran empatados se tomarían en cuenta la diferencia de gol total y por último los goles a favor totales. Si aun así siguieran empatados se realizaría un sorteo.
El problema fue que según la interpretación de la CAH, con sistema olímpico solo se referían al resultado entre los equipos involucrados y no a la diferencia de gol (ni a los goles a favor en caso de seguir empatando) entre los mismos. La confederación se justificó en que de esa manera se genera más competitividad ya que tranquilamente los 3 equipos en cuestión podrían especular dejándose perder contra UNLu para tener mayor resto físico al competir entre sí. Lo cual es una estrategia válida, pero le restaría sentido a que UNLu participe del torneo. Este razonamiento tiene cierta lógica pero debería haber sido aclarado antes de comenzar la competición, ya que ese no es el mismo sistema olímpico (el único) que se utiliza en los torneos oficiales de la PATHF, ni de la IHF ni en los Juegos Olímpicos.
De haberse aplicado el sistema olímpico tradicional no hubiese pasado de ronda Pías sino Maipú. El desempate hubiese quedado de la siguiente manera:
| Equipo           | J | G | E | P | GF | GC | DG | PTS |
| ---------------- | - | - | - | - | -- | -- | -- | --- |
| Maipú            | 2 | 1 | 0 | 1 | 56 | 52 | +4 | 2   |
| Pías             | 2 | 1 | 0 | 1 | 46 | 47 | -1 | 2   |
| Nueva Generación | 2 | 1 | 0 | 1 | 52 | 55 | -3 | 2   |

Pero más allá de que en tal caso este sistema es nuevo y no es el sistema olímpico y por lo tanto no debería llevar su mismo nombre, en un grupo de 4 equipos es matemáticamente imposible desempatar a través del resultado de los partidos entre los involucrados sin tener en cuenta los goles entre sí. La única chance se puede dar en una sola ocasión entre 2 equipos. Para desempatar entre 3 equipos sí y solo sí tienen que haber empatado entre A=B, B=C, y C=A, o cada uno tiene ganar y perder un partido entre sí, ejemplo A->B, B->C, C->A. Entonces es imposible desempatar teniendo en cuenta los resultados entre sí y no los goles que entre sí se han marcado. Concluyendo en que el reglamento debería decir entonces: "Entre 2 equipos se desempatará a través de sistema olímpico (o mejor dicho el resultado entre sí...)" y "Entre 3 o 4 equipos se tomará en cuenta la diferencia de gol general/total y posteriormente los goles a favor generales/totales". Sin embargo en el reglamento oficial dice "Entre 2 o más equipos ...1 Sistema Olímpico".
Esto llevó a quejas con abgados mediante, pero la CAH no dio su brazo a torcer y Maipú debió jugar la Copa Presidente.

### Zona B / Copa Misiones
El grupo de la Zona A se disputó en la ciudad de Montecarlo (Misiones) del 25 al 27 de agosto de 2017.
| Equipo        | J | G | E | P | GF  | GC  | DG  | PTS |
| ------------- | - | - | - | - | --- | --- | --- | --- |
| SAG Ballester | 3 | 3 | 0 | 0 | 117 | 50  | +67 | 6   |
| Ferro         | 3 | 2 | 0 | 1 | 91  | 78  | +13 | 4   |
| Gimnasia      | 3 | 1 | 0 | 2 | 61  | 89  | -28 | 2   |
| Cipolletti    | 3 | 0 | 0 | 3 | 62  | 114 | -52 | 0   |

     - Campeón Copa Misiones y clasificado al Final Four      - Clasificado al Final Four      - Clasificados a la Copa Presidente

#### Partidos

##### Fecha 1
| Fase de Grupos del Torneo Nacional de Balonmano Masculino de Argentina de 2017 Zona B; 25 de agosto de 2017 | Ferro                | 43 - 18             | Cipolletti                     | Gimnasia de Montecarlo, Misiones                                             |                                                                              |
| 20:00 | x2 x8 x2 · Pavetto 7 | ( 20 - 12 ) Reporte | x1 x4 x1 · Vaccarezza, Rivas 6 | Asistencia: 557 espectadores Árbitro(s): Marques Da Silva, Azevedo Do Santos | Asistencia: 557 espectadores Árbitro(s): Marques Da Silva, Azevedo Do Santos |

| Fase de Grupos del Torneo Nacional de Balonmano Masculino de Argentina de 2017 Zona B; 25 de agosto de 2017 | Gimnasia           | 16 - 41            | SAG Ballester         | Gimnasia de Montecarlo, Misiones                                             |                                                                              |
| 22:00 | x3 x5 · Kruse M. 6 | ( 7 - 23 ) Reporte | x2 x4 · 5 jugadores 5 | Asistencia: 600 espectadores Árbitro(s): Marques Da Silva, Azevedo Do Santos | Asistencia: 600 espectadores Árbitro(s): Marques Da Silva, Azevedo Do Santos |

##### Fecha 2
| Fase de Grupos del Torneo Nacional de Balonmano Masculino de Argentina de 2017 Zona B; 26 de agosto de 2017 | SAG Ballester                             | 42 - 15            | Cipolletti               | Gimnasia de Montecarlo, Misiones                                             |                                                                              |
| 19:30 | x1 x2 · Scovenna M., Werner T., Corning 6 | ( 22 - 7 ) Reporte | x1 x2 · Rivas, Quiroga 3 | Asistencia: 533 espectadores Árbitro(s): Marques Da Silva, Azevedo Do Santos | Asistencia: 533 espectadores Árbitro(s): Marques Da Silva, Azevedo Do Santos |

| Fase de Grupos del Torneo Nacional de Balonmano Masculino de Argentina de 2017 Zona B; 26 de agosto de 2017 | Gimnasia                           | 16 - 29            | Ferro                                         | Gimnasia de Montecarlo, Misiones                                                    |                                                                                     |
| 21:30 | x2 x6 x1 · Kruse M., Stanevicius 5 | ( 8 - 13 ) Reporte | x1 x2 · Bustamante M., Finkelstein, Taurian 4 | Asistencia: 600 espectadores Árbitro(s): Paolantoni, María Inés Zanikian, Florencia | Asistencia: 600 espectadores Árbitro(s): Paolantoni, María Inés Zanikian, Florencia |

##### Fecha 3
| Fase de Grupos del Torneo Nacional de Balonmano Masculino de Argentina de 2017 Zona B; 27 de agosto de 2017 | Gimnasia           | 29 - 19            | Cipolletti   | Gimnasia de Montecarlo, Misiones                                                    |                                                                                     |
| 11:00 | x2 x2 · Kruse F. 9 | ( 12 - 9 ) Reporte | x2 · Rivas 4 | Asistencia: 423 espectadores Árbitro(s): Paolantoni, María Inés Zanikian, Florencia | Asistencia: 423 espectadores Árbitro(s): Paolantoni, María Inés Zanikian, Florencia |

| Fase de Grupos del Torneo Nacional de Balonmano Masculino de Argentina de 2017 Zona B; 27 de agosto de 2017 | SAG Ballester            | 34 - 19             | Ferro              | Gimnasia de Montecarlo, Misiones                                             |                                                                              |
| 13:00 | x3 x5 x1 · 4 jugadores 5 | ( 13 - 13 ) Reporte | x2 x7 · Crivelli 6 | Asistencia: 423 espectadores Árbitro(s): Marques Da Silva, Azevedo Do Santos | Asistencia: 423 espectadores Árbitro(s): Marques Da Silva, Azevedo Do Santos |

## Final Four
El Final Four fue realizado entre el 16 y el 17 de septiembre de 2017 en el Estadio Mundialista de Villa Ballester, sede de SAG Ballester.
|  | Semifinales     | Semifinales |                 |    | Final | Final |
|  |                 |             |                 |    |       |       |
|  | 2 de septiembre |             |                 |    |       |       |
|  |                 |             |                 |    |       |       |
|  | SAG Ballester   | 36          |                 |    |       |       |
|  | SAG Ballester   | 36          | 3 de septiembre |    |       |       |
|  | Pías            | 24          |                 |    |       |       |
|  | Pías            | 24          | SAG Ballester   | 28 |       |       |
|  | 2 de septiembre |             | SAG Ballester   | 28 |       |       |
|  |                 | Ferro       | 23              |    |       |       |
|  | UNLu            | Ferro       | 23              | 33 |       |       |
|  | UNLu            |             |                 | 33 |       |       |
|  | Ferro           | 34          |                 |    |       |       |
|  | Ferro           | 34          | 3.º Puesto      |    |       |       |
|  |                 |             |                 |    |       |       |
|  | 3 de septiembre |             |                 |    |       |       |
|  |                 |             |                 |    |       |       |
|  | Pías            | 27          |                 |    |       |       |
|  | Pías            | 27          |                 |    |       |       |
|  | UNLu            | 36          |                 |    |       |       |

### Partidos

#### Semifinales
| Final Four del Torneo Nacional de Balonmano Masculino de Argentina de 2017; 16 de septiembre de 2017 | SAG Ballester     | 36 - 24            | Pías              | Estadio Mundialista de Villa Ballester, Villa Ballester                          |                                                                                  |
| 16:00                                                                                                | x2 x3 · Corning 7 | ( 19 - 8 ) Reporte | x4 x1 · Llabres 6 | Asistencia: 350 espectadores Árbitra: Paolantoni, María Inés Zanikian, Florencia | Asistencia: 350 espectadores Árbitra: Paolantoni, María Inés Zanikian, Florencia |

| Final Four del Torneo Nacional de Balonmano Masculino de Argentina de 2017; 16 de septiembre de 2017 | UNLu               | 33 - 34             | Ferro                | Estadio Mundialista de Villa Ballester, Villa Ballester |                                                         |
| 18:00                                                                                                | x2 x3 · Pizarro 11 | ( 17 - 17 ) Reporte | x2 x4 x2 · Taurian 8 | Asistencia: 650 espectadores Árbitro(s): Delgado Burgos | Asistencia: 650 espectadores Árbitro(s): Delgado Burgos |

#### 3.º Puesto
| Final Four del Torneo Nacional de Balonmano Masculino de Argentina de 2017; 16 de septiembre de 2017 | Pías                       | 27 - 36             | UNLu               | Estadio Mundialista de Villa Ballester, Villa Ballester |                                                      |
| 12:00                                                                                                | x1 x4 · Llabres, Heredia 5 | ( 13 - 15 ) Reporte | x1 x2 · Pizarro 20 | Asistencia: 150 espectadores Árbitro(s): Acuña Aizen    | Asistencia: 150 espectadores Árbitro(s): Acuña Aizen |

#### Final
| Final Four del Torneo Nacional de Balonmano Masculino de Argentina de 2017; 17 de septiembre de 2017 | SAG Ballester                    | 28 - 23             | Ferro              | Estadio Mundialista de Villa Ballester, Villa Ballester                             |                                                                                     |
| 14:00                                                                                                | x2 x6 x1 · Kogovsek, Cánepa S. 6 | ( 15 - 11 ) Reporte | x1 x2 · Crivelli 5 | Asistencia: 450 espectadores Árbitro(s): Paolantoni, María Inés Zanikian, Florencia | Asistencia: 450 espectadores Árbitro(s): Paolantoni, María Inés Zanikian, Florencia |

## Copa Presidente
La definición de los puestos 5.º-8.º se disputó en la ciudad de Trelew (Chubut) del 8 al 10 de septiembre de 2017.
| Equipo           | J | G | E | P | GF  | GC | DG  | PTS |
| ---------------- | - | - | - | - | --- | -- | --- | --- |
| Maipú            | 3 | 3 | 0 | 0 | 101 | 74 | +27 | 6   |
| Nueva Generación | 3 | 1 | 1 | 1 | 83  | 73 | +10 | 4   |
| Cipolletti       | 3 | 1 | 1 | 1 | 78  | 82 | -4  | 2   |
| Gimnasia         | 3 | 0 | 0 | 3 | 63  | 96 | -33 | 0   |

     – Campeón Copa Presidente -      – Mantiene la plaza para 2018      – Descienden a Nacional "B" de 2018.

### Partidos

#### Fecha 1
| Copa Presidente del Torneo Nacional de Balonmano Masculino de Argentina de 2017; 8 de septiembre de 2017 | Maipú             | 33 - 25             | Cipolletti          | Nueva Generación, Trelew       |                                |
| 19:00 | x3 x10 · Cuello 7 | ( 17 - 13 ) Reporte | x2 x6 x1 · McKidd 7 | Árbitro(s): Hernalz, Acosta N. | Árbitro(s): Hernalz, Acosta N. |

| Copa Presidente del Torneo Nacional de Balonmano Masculino de Argentina de 2017; 8 de septiembre de 2017 | Nueva Generación   | 30 - 18             | Gimnasia             | Nueva Generación, Trelew    |                             |
| 21:00 | x4 x6 · Kruse M. 6 | ( 16 - 12 ) Reporte | x2 x4 x1 · Marquez 5 | Árbitro(s): Hernalz, Ochatt | Árbitro(s): Hernalz, Ochatt |

#### Fecha 2
| Copa Presidente del Torneo Nacional de Balonmano Masculino de Argentina de 2017; 9 de septiembre de 2017 | Maipú                    | 39 - 22             | Gimnasia                     | Nueva Generación, Trelew       |                                |
| 17:00 | x1 x2 · Cuello, Ortega 7 | ( 21 - 09 ) Reporte | x1 x8 · Kruse F., Kruse M. 7 | Árbitro(s): Hernalz, Acosta N. | Árbitro(s): Hernalz, Acosta N. |

| Copa Presidente del Torneo Nacional de Balonmano Masculino de Argentina de 2017; 9 de septiembre de 2017 | Nueva Generación        | 26 - 26             | Cipolletti        | Nueva Generación, Trelew      |                               |
| 19:00 | x1 x5 x1 · Cosignani 11 | ( 10 - 13 ) Reporte | x1 x5 · Pavetto 6 | Árbitro(s): Acosta N., Ochatt | Árbitro(s): Acosta N., Ochatt |

#### Fecha 3
| Copa Presidente del Torneo Nacional de Balonmano Masculino de Argentina de 2017; 10 de septiembre de 2017 | Cipolletti       | 27 - 23             | Gimnasia           | Nueva Generación, Trelew      |                               |
| 10:00 | x1 x3 · García 7 | ( 13 - 11 ) Reporte | x3 x3 · Kruse F. 8 | Árbitro(s): Acosta N., Ochatt | Árbitro(s): Acosta N., Ochatt |

| Copa Presidente del Torneo Nacional de Balonmano Masculino de Argentina de 2017; 10 de septiembre de 2017 | Nueva Generación      | 27 - 29             | Maipú                | Nueva Generación, Trelew    |                             |
| 12:00 | x2 x4 x1 · Marquez 12 | ( 13 - 15 ) Reporte | x3 x2 x2 · Cuello 11 | Árbitro(s): Hernalz, Ochatt | Árbitro(s): Hernalz, Ochatt |

## Medallero
| SAG Ballester          | SAG Ballester | Ferro               | Ferro | UNLu                 | UNLu |
| Tomás Villaroel        | AR            | Carlos Datsira      | AR    | Carlos Diciocco      | AR   |
| Agustín Sambrana       | AR            | Ignacio Carrizo     | AR    | Nicolás Vella        | AR   |
| Tomás Mendieta         | AR            | Mariano Bustamante  | EI    | Juan Bar             | AR   |
| Thomas Werner          | EI            |                     | EI    | Federico Fernández   | EI   |
| Matías Scovenna        | LI            | Marco Arce          | LI    | Mauro Mignorance     | EI   |
| Juan Ignacio Filipuzzi | LI            |                     | LI    | Guido Riccobelli     | LI   |
| Nicolás Bono           | CE            |                     | LI    | Juan Pablo Fernández | CE   |
| Gonzalo Bono           | CE            |                     | LI    | Sebastián Fernández  | CE   |
| Santiago Cánepa        | CE            | Manuel Crivelli     | CE    | Federico Pizarro     | LD   |
| Leonardo Werner        | LD            |                     | CE    | Fabriel Farías       | LD   |
| Lucas Aizen            | LD            |                     | LD    | Ramiro Martínez      | ED   |
| Sean Corning           | ED            |                     | LD    | Agustín Farías       | ED   |
| Andrés Kogovsek        | ED            |                     | LD    | Lucas Acetti         | PI   |
| Demian Dyfort          | ED            | Douglas Finkelstein | ED    | Patricio Verdino     | PI   |
| Mariano Cánepa         | PI            | Carlos Arias        | PI    | Agustín Robert       | PI   |
| Francisco Facio        | PI            |                     | PI    | Felipe Robert        | PI   |
| Elio Fernández         | DT            | Martín Duhau        | DT    | Pablo Robledo        | DT   |
|                        |               |                     |       |                      |      |

AR = Arquero - EI = Extremo Izquierdo, LI = Lateral Izquierdo, CE = Central, LD = Lateral Derecho, ED = Extremo Derecho, PI = Pivot, DT = Director Técnico

## Estadísticas

### Clasificación General
| Medalla de oro    | SAG Ballester    |
| Medalla de plata  | Ferro            |
| Medalla de bronce | UNLu             |
| 4                 | Pías             |
| 5                 | Maipú            |
| 6                 | Nueva Generación |
| 7                 | Cipolletti       |
| 8                 | Gimnasia         |

### Goleadores
| P  | Nombre             | Equipo           | G  | PJ | GPP |
| -- | ------------------ | ---------------- | -- | -- | --- |
| 1  | Federico Pizarro   | UNLu             | 43 | 5  | 8.6 |
| 2  | Juan Pablo Cuello  | Maipú            | 40 | 6  | 6.7 |
| 3  | Miguel Marquez     | Nueva Generación | 38 | 6  | 6.3 |
| 4  | Fernando Krause    | Gimnasia         | 35 | 6  | 5.8 |
| 5  | Manfredo Krause    | Gimnasia         | 27 | 6  | 4.5 |
| 6  | Leonardo Werner    | SAG Ballester    | 26 | 5  | 5.2 |
| 7  | Ramiro Martínez    | UNLu             | 24 | 5  | 4.8 |
| 8  | Alex Rivas         | Cipolletti       | 24 | 6  | 4   |
| 9  | Guillermo Pavetto  | Cipolletti       | 23 | 6  | 3.8 |
| 9  | Valentín Faraz     | Maipú            | 23 | 6  | 3.8 |
| 11 | Mauro McKidd       | Cipolletti       | 22 | 6  | 3.7 |
| 11 | Pablo Llabres      | Pías             | 22 | 6  | 3.7 |
| 11 | Alejandro Valente  | Maipú            | 22 | 6  | 3.7 |
| 14 | Andrés Kogovsek    | SAG Ballester    | 20 | 5  | 4   |
| 14 | Guido Riccobelli   | UNLu             | 20 | 5  | 4   |
| 14 | Mariano Bustamante | Ferro            | 20 | 5  | 4   |

- Datos: Q56377322